# Spessartbogen
Der Spessartbogen ist ein ca. 91 Kilometer langer Prädikatswanderweg durch den Naturpark Hessischer Spessart im Südosten von Hessen. Die Endpunkte liegen im Kinzigtal in Langenselbold und kurz vor Schlüchtern, ebenfalls im Kinzigtal. Ungefähr auf halber Strecke kreuzt er die Altstadtgassen von Bad Orb.
Die Vorbereitungen für die Trassenführung und Markierung des Wanderweges dauerten ca. zwei Jahre; es wurden mehr als 2000 Schilder aufgestellt. Die feierliche Eröffnung fand am 11. Mai 2012 in Bad Orb statt.
Das Logo des Fernwanderwegs ist ein gelbes Rechteck mit blauem Strich (symbolisiert die Kinzig) und grünem Halbkreis (steht für den bogenförmigen Verlauf, auf die Kinzig bezogen).
Ziel ist die Förderung des Wandertourismus im hessischen Spessart. Anders als im bayerischen Spessart fehlte es in diesem Teil des Naturparks zuvor an Fernwanderwegen mit konsistenter Markierung.

## Landschaft

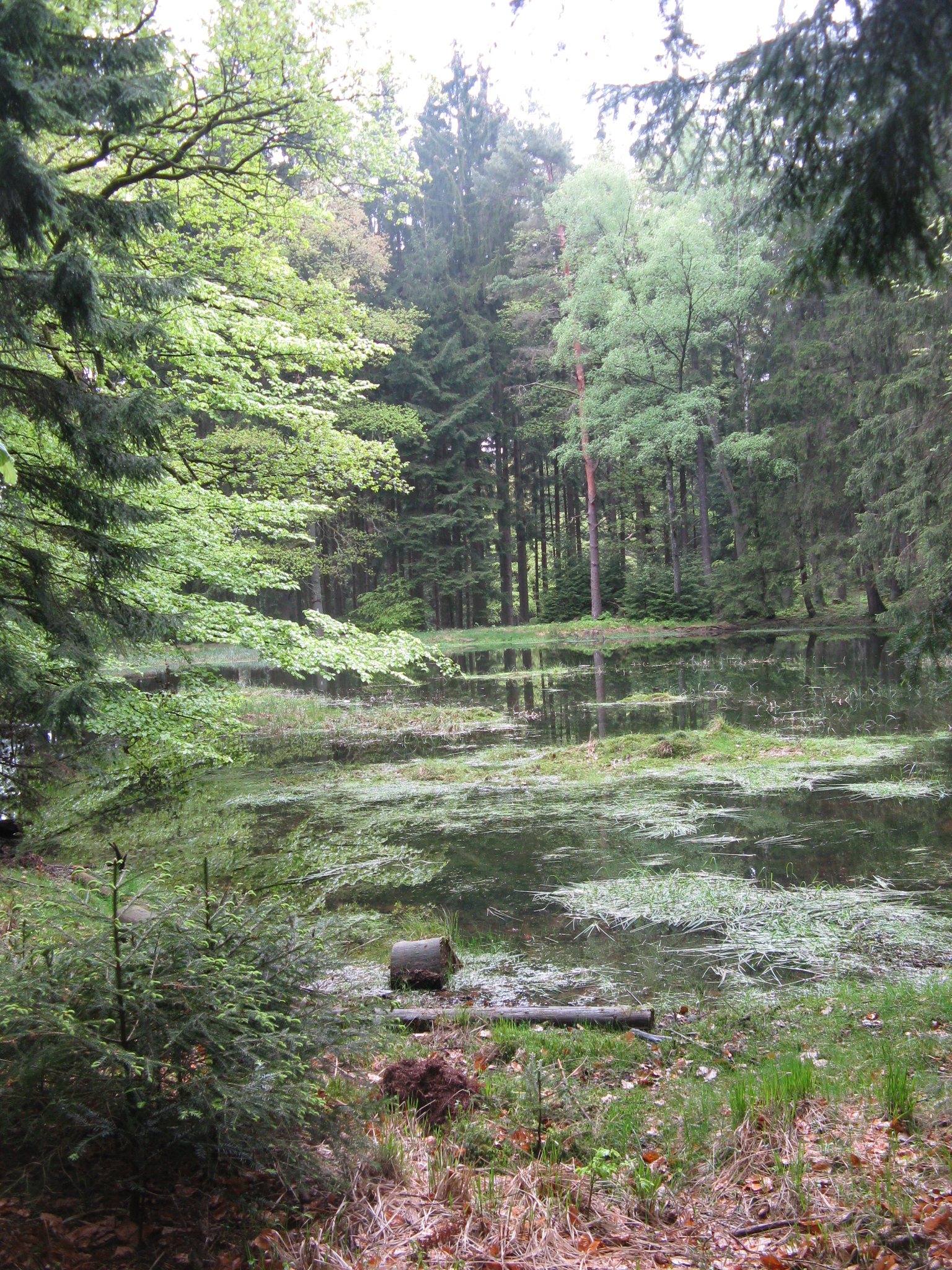
Am Sölchesweiher

Der Wanderweg verläuft abwechslungsreich durch hügelige Buchen- und Eichenwälder, Wiesentäler und Offenlandflächen. Er kreuzt Bieber, Orb und Jossa, folgt kleineren Bachtälern und führt an Weihern vorbei. Er berührt zahlreiche Orte, deren Kulturdenkmäler er miteinbezieht.
Die wesentlichen Stationen / Zwischenzielpunkte sind:
- Langenselbold (Südwestlicher Startpunkt)
- Oberrodenbach
- Neuses
- Horbach
- Waldrode
- Geislitz
- Eidengesäß
- Breitenborn
- Lanzingen
- Kassel
- die Kurstadt Bad Orb
- das Haselbachtal
- der Sölchesweiher bei Bad Orb
- Mernes
- das Naturschutzgebiet – insbesondere eine kleine Wacholderheide – am Stacken (465 m), zwischen Mernes und Marjoß
- das Rohrbachtal
- das Naturschutzgebiet Ratzerod
- der Willingsgrundweiher
- Weiperz
- der Wanderparkplatz Bernhardswald Schlüchtern-Hohenzell
- Schlüchtern (Endpunkt Nordost)